# Club Naval de Porto Amboim
Club Naval de Porto Amboim é um clube de futebol da cidade de Porto Amboim, na província do Cuanza Sul, em Angola. Disputou o Girabola - Primeira Divisão Angolana de Futebol pela última vez em 1979.
A equipe foi fundada em 1934.